# Plagigeyeria
Plagigeyeria is een geslacht van weekdieren uit de klasse van de Gastropoda (slakken).

## Soorten
- Plagigeyeria lukai Glöer & Pešić, 2014
- Plagigeyeria plagiostoma (A. J. Wagner, 1914)
- Plagigeyeria procerula (Angelov, 1965)
- Plagigeyeria zetaprotogona Schütt, 1960